# Da Game Is to Be Sold, Not to Be Told
Da Game Is to Be Sold, Not to Be Told é o terceiro álbum de estúdio do rapper Snoop Dogg, lançado pela No Limit Records em 4 de Agosto de 1998. É seu primeiro álbum depois de sua partida da Death Row Records. Também foi seu primeiro álbum a ser lançado sob uma pequena mudança de nome para "Snoop Dogg".
O disco estreou no nº 1 da Billboard 200 vendendo mais de 519 mil cópias, ficando no topo por duas semanas com vendas adicionais de 246 mil cópias, tendo sido certificado dupla platina nesse mesmo ano, de acordo com Soundscan.

## Recepção
| Críticas profissionais | Críticas profissionais |
| Avaliações da crítica  | Avaliações da crítica  |
| Fonte                  | Avaliação              |
| ---------------------- | ---------------------- |
| Allmusic               | [ 3 ]                  |
| E! Online              | B+                     |
| FFWD                   | [ 5 ]                  |
| Iowa State Daily       | [ 6 ]                  |
| Robert Christgau       | C+                     |
| Rolling Stone          | [ 8 ]                  |
| The Source             | [ 9 ]                  |
| Spin                   | (5/10)                 |
| Q                      | [ 11 ]                 |
| Los Angeles Times      | [ 12 ]                 |

O álbum estreou em número um na parada de álbuns Billboard 200 com 520,000 cópias vendidas na semana de lançamento, e continuou no topo na semana seguinte vendendo adicionais 246,000 unidades de acordo com a SoundScan. Continuou no top dez por cinco semanas; assim foi rapidamente certificado platina dupla mais tarde naquele ano. O álbum apresentou na maioria artistas da No Limit e foi uma mudança dos primeiros álbuns de Snoop que eram estritamente West Coast. É geralmente considerado por críticos e fãs um dos seus piores álbuns.
Ao contrário dos seus álbuns anteriores, Da Game Is to Be Sold, Not to Be Told recebeu no geral críticas de negativas para moderadas. Q deu ao álbum 3 de 5 estrelas, dizendo "Os vocais de Dogg podem realmente beirar o sublime...em uma gloriosa câmera lenta, e a vibração subcorrente é distintivamente emotiva."
The Source deu ao álbum 3.5 microfones de 5, dizendo "Apenas alguns MCs da Costa Oeste conseguiram tanta aceitação e aclamação de outras regiões... o último soldado da No Limit não está tentando balançar o barco com seu terceiro álbum... o vocalista vibrante está feliz de estar com o melhor esquadrão do rap."
Anthony DeCurtis da Rolling Stone deu ao álbum 2 de 5 estrelas, dizendo que o trabalho de Snoop não tinha a confiança e originalidade mostradas nos seus álbuns anteriores.

## Lista de faixas
| #  | Título                    | Produtor(es)             | Participação(ões)                                  | Compositor(es) | Notações | Duração |
| -- | ------------------------- | ------------------------ | -------------------------------------------------- | --- | --- | ------- |
| 1  | "Snoop World"             | KLC                      | Master P                                           | Cordazar Calvin Broadus, Percy Robert Miller Sr., Craig S. Lawson | - | 5:20    |
| 2  | "Slow Down"1              | O'Dell                   | Mia X, O'Dell, Anita Thomas                        | Cordazar Calvin Broadus, Mia Young, O'Dell Vickers, Anita Thomas, J. Eugene, C. McIntosh, S. Nichol | Contains interpolation of "Slow Down" by Loose Ends.                                                           | 4:10    |
| 3  | "Woof!"                   | Craig B & Master P       | Fiend, Mystikal                                    | Cordazar Calvin Broadus, Richard Anthony Jones Jr., Michael Tyler, Craig Bazile, Percy Robert Miller Sr., George Clinton Jr. | Contains interpolation of "Atomic Dog" by G. Clinton                                                           | 4:22    |
| 4  | "Gin & Juice II"          | Carlos Stephens          |                                                    | Cordazar Calvin Broadus, Carlos Stephens | Tends to be a sequel to Gin and Juice                                                                          | 3:36    |
| 5  | "Show Me Love"            | DJ Pooh                  | Charlie Wilson                                     | Cordazar Calvin Broadus, Charles Kent Wilson, Mark Jordan | | 3:53    |
| 6  | "Hustle & Ball"           | O'Dell                   |                                                    | Cordazar Calvin Broadus, O'Dell Vickers | | 3:26    |
| 7  | "Don't Let Go"            | DJ Darryl                |                                                    | Cordazar Calvin Broadus, Darryl Anderson | | 3:47    |
| 8  | "Tru Tank Doggs"          | KLC                      | Mystikal                                           | Cordazar Calvin Broadus, Michael Tyler, Craig S. Lawson | | 3:55    |
| 9  | "Whatcha Gon Do?"         | Master P                 | Master P                                           | Cordazar Calvin Broadus, Percy Robert Miller Sr. | | 2:37    |
| 10 | "Still a G Thang"         | Meech Wells              |                                                    | Cordazar Calvin broadus, Meech Wells | Sequel to Nuthin' but a 'G' Thang by Dr. Dre                                                                   | 4:20    |
| 11 | "20 Dollars to My Name"   | Master P                 | Fiend, Master P Silkk the Shocker, and Soulja Slim | Cordazar Calvin Broadus, Richard Anthony Jones, Percy Robert Miller Sr., Vyshonn King Miller, James A'Darryl Tapp | | 4:09    |
| 12 | "D.O.G.'s Get Lonely 2"   | Meech Wells & Snoop Dogg | Jon B                                              | Cordazar Calvin Broadus, Jonathan David Buck, Meech Wells | Samples Jon B.'s "They Don't Know" and "Gigolos Get Lonely Too" by The Time                                    | 3:15    |
| 13 | "Ain't Nut'in Personal"   | Craig B                  | C-Murder, Silkk The Shocker,                       | Cordazar Calvin Broadus, Corey Miller, Alfonso Sausa, Vyshonn King Miller, Craig Bazile | | 3:37    |
| 14 | "Dogg Pound Gangsta"      | Craig B                  | C-Murder, Eddie Griffin                            | Cordazar Calvin Broadus, Corey Miller, Eddie Griffin, Craig Bazile, Steven Ralph Arrington, Leroy Bonner, Charles C. Carter, Buddy Hank, O'Shea B. Jackson, Ralph Middlebrooks, Walter Morrison, Bruce Napier, Andrew Noland, Roger Parker, Lorenzo Jerald Patterson, Mervin Pierce, Greg Webster, Eric Lynn Wright, Andre Romell Young | Reworks N.W.A.'s "Gangsta, Gangsta". Also appears on NWA's 10th anniversary edition as "Gangsta, Gangsta".     | 4:53    |
| 15 | "Game Of Life"            | Carlos Stephens          | Steady Mobb'n                                      | Cordazar Calvin Broadus, Alfonso Sausa, Carlos Stephens | Contains sample of Whodini's "Five Minutes Of Funk" also title track for the movie Game of Life.               | 3:52    |
| 16 | "See Ya When I Get There" | Meech Wells              | C-Murder & Mystikal                                | Cordazar Calvin Broadus, Corey Miller, Michael Tyler, Meech Wells | | 3:20    |
| 17 | "Pay for Pussy"           | Snoop Dogg               | Big Pimpin' Delemond                               | Cordazar Calvin Broadus, Dwight Delemond Williams | | 1:43    |
| 18 | "Picture This"            | Craig B                  | Mia X                                              | Cordazar Calvin Broadus, Mia Young, Craig Bazile | | 2:31    |
| 19 | "Doggz Gonna Get Ya"      | KLC                      | Mac                                                | Cordazar Calvin Broadus, McKinley Phipps, Craig S. Lawson, A. Colandreo, Lawrence Krisna Parker | Interpolates KRS-One's "Love's Gonna Get Ya"                                                                   | 4:59    |
| 20 | "Hoes, Money & Clout"     | Soopafly                 |                                                    | Cordazar Calvin Broadus, Priest Brooks | Scratches by Daz Dillinger. Unofficial video is compiled in the Game of Life movie directed by Michael Martin. | 3:21    |
| 21 | "Get Bout It & Rowdy"     | KLC                      | Master P                                           | Cordazar Calvin Broadus, Percy Robert Miller Sr., Craig S. Lawson | | 4:22    |

## Performance nas paradas

### Singles
| Title                               | Posições nas paradas | Posições nas paradas | Posições nas paradas | Posições nas paradas | Posições nas paradas            | Posições nas paradas               | Diretor do videoclipe      |
| Title                               | US Hot 100           | USA Singles Top 40   | US R&B/Hip-Hop       | US Rap               | Radio & Records Airplay - Urban | Radio & Records Airplay - Rhythmic | Diretor do videoclipe      |
| "Slow Down" (I Can't Take The Heat) | 41                   | -                    | 32                   | 4                    | -                               | -                                  | Gerald K. Barclay          |
| "Still a G Thang"                   | 19                   | 35                   | 16                   | 3                    | 15                              | 29                                 | Michael Martin             |
| "Woof!"                             | 62                   | 36                   | 31                   | 3                    | -                               | -                                  | No Limit Films (Master P?) |

### Álbum
|               | Paradas                |                                        |                 |                   |                |                      |            |
| Billboard 200 | Top R&B/Hip-Hop Albums | Parada de álbuns de fim de ano de 1998 | UK Top 75 Album | Austrália Top 100 | Canadá Top 100 | Certificação da RIAA |            |
| Posição       | 1                      | 1                                      | 42              | 28                | 14             | 4                    | 2× Platina |
| Data          | 22.08.1998             | 1998                                   | 1998            | 15.08.1998        | 22.08.1998     | 15.08.1998           | 22.10.1998 |